# Chlorostrymon telea
Chlorostrymon telea är en fjärilsart som beskrevs av William Chapman Hewitson 1868. Chlorostrymon telea ingår i släktet Chlorostrymon och familjen juvelvingar. Inga underarter finns listade i Catalogue of Life.

## Bildgalleri

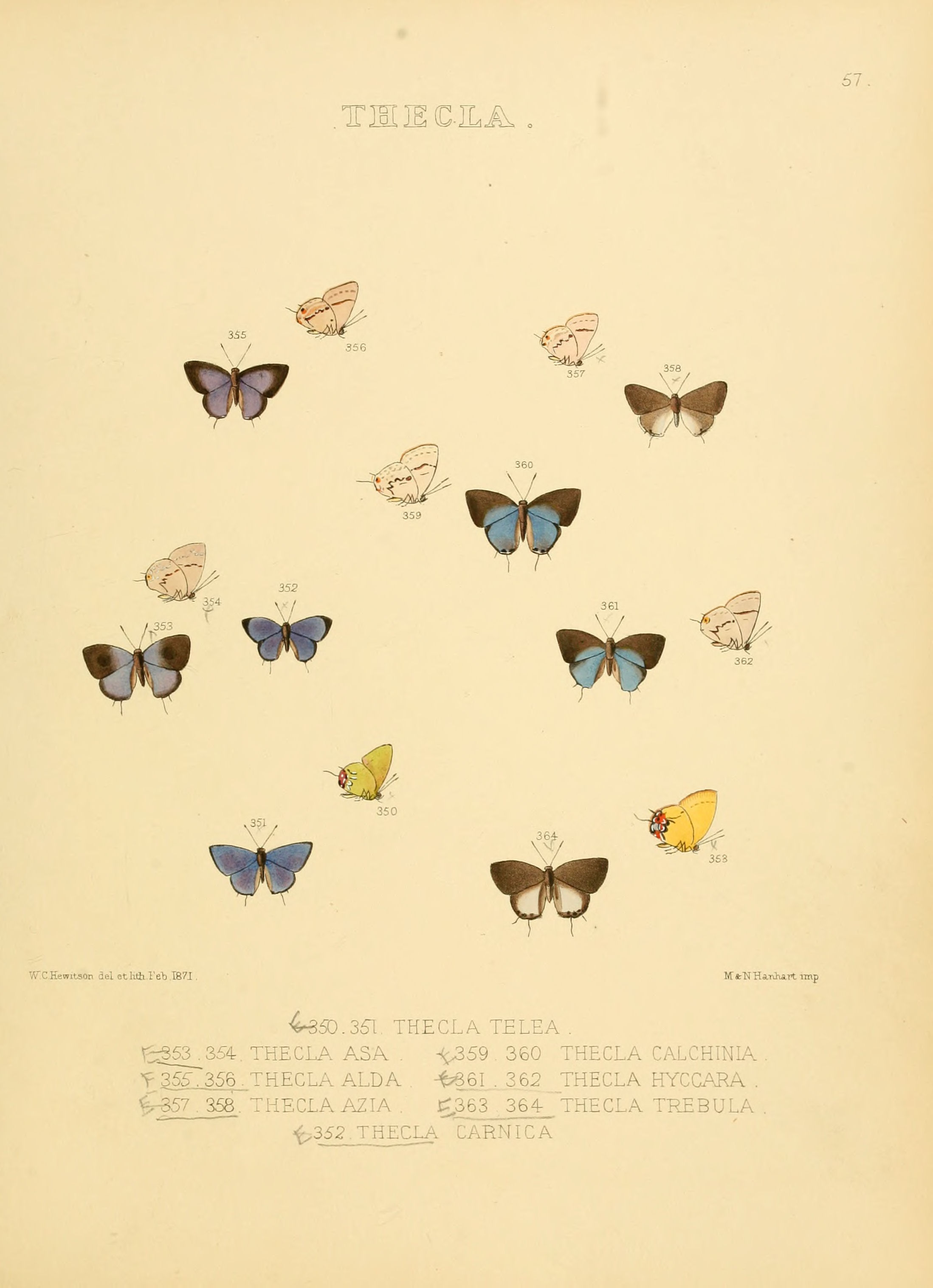
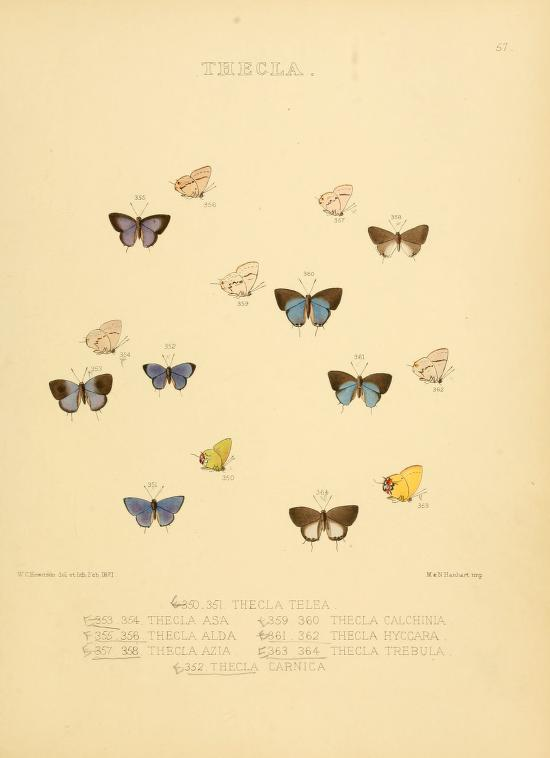